# Saltamarges
Saltamarges es un sello discográfico independiente nacido en Gerona en 2011 principalmente enfocado a la música hardcore punk ya la cultura DIY. Aparte de la edición y coedición en formato físico de sus referencias (mayoritariamente en disco de vinilo y casete) y la programación de conciertos entre otras actividades, a partir de 2017 consolida de forma anual su propio festival Saltamarges Fest.